# Centrale Bank van Luxemburg
De Centrale Bank van Luxemburg (Frans: Banque Centrale du Luxembourg, BCL) is de centrale bank van Luxemburg.
De BCL werd op hetzelfde moment opgericht als de Europese Centrale Bank in 1998 ter uitvoering van het Verdrag van Maastricht. Tot aan de invoering van de euro had deze bank het Luxemburgse monopolie om bankbiljetten uit te geven. Sinds 1999 maakt BCL deel uit van het Europees Stelsel van Centrale Banken.